# عبدالحق دوم
عبدالحق دوم (انگلیسی: Abd al-Haqq II؛ ۱۴۱۹ – ۱۴ اوت ۱۴۶۵) آخرین سلطان مرینیان مراکش از سال ۱۴۲۰ تا ۱۴۶۵ میلادی بود.
وی پس از کشته شدن پدرش عثمان سوم مراکش تنها با یک سال سن به سلطنت رسید، ابوزکریا یحیی الوطاسی حاکم سلا عبدالحق را به‌عنوان سلطان و خود را نایب السلطنه و وزیر اعظم معرفی کرد، این تصمیم باعث تنش و نزاع در مراکش شد، با این حال در سال ۱۴۲۳، نایب السلطنه ابوزکریا الوطاسی به عنوان حاکم مؤثر دولت ظاهر شد.
هنگامی که عبدالحق در سال ۱۴۳۷ به بلوغ رسید، ابوزکریا حاضر به کناره‌گیری از سلطنت نشد و وی سعی در افزایش قدرت خود کرد. در سال ۱۴۴۸ پس از مرگ [ابوزکریا  برادرزاده اش علی بن یوسف جانشین و سپس پسر ابوزکریا، یحیی بن ابی زکریا، در سال ۱۴۵۸ جانشین علی بن یوسف شد.
اگر چه عبدالحق اسماً سلطان بود، اما هیچ قدرتی نداشت. او در سال ۱۴۶۵ در جریان انقلاب مراکش ۱۴۶۵ به قتل رسید.